# Friesodielsia
Genre
Friesodielsia est un genre de plantes à fleurs appartenant à la famille des Annonaceae originaire de l'Ancien Monde et surtout des tropiques. 

## Liste d'espèces
Selon BioLib (24 juillet 2017) :

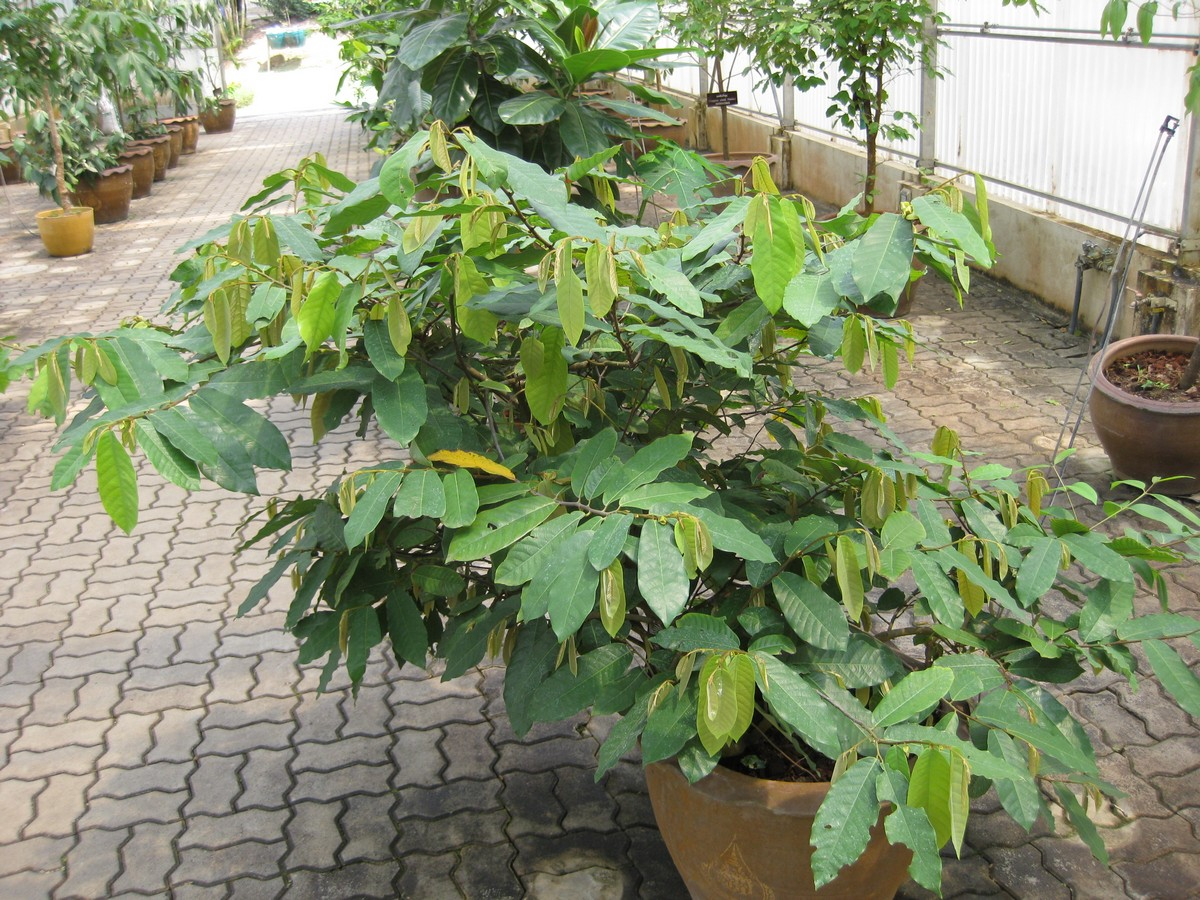
Friesodielsia desmoides, au Jardin botanique de la reine Sirikit, en Thaïlande.

- Friesodielsia desmoides (Craib) Steenis
- Friesodielsia hainanensis Tsiang & P. T. Li
- Friesodielsia obovata (Benth.) Verdcourt
- Friesodielsia sahyadrica N.V.Page & S.Surveswaran

Selon Catalogue of Life (24 juillet 2017) :
- Friesodielsia acuminata (Merr.) Steenis
- Friesodielsia affinis (Hook. f. & Thomson) D. Das
- Friesodielsia alpina (J. Sinclair) Steenis
- Friesodielsia auriculata (Elmer) Steenis
- Friesodielsia bakeri (Merr.) Steenis
- Friesodielsia biglandulosa (Blume) Steenis
- Friesodielsia borneensis (Miq.) Steenis
- Friesodielsia caesia (Miq.) Steenis
- Friesodielsia calycina (King) Steenis
- Friesodielsia cuneiformis (Blume) Steenis
- Friesodielsia desmoides (Craib) Steenis
- Friesodielsia dielsiana (Engl.) Steenis
- Friesodielsia discolor (Craib) D. Das
- Friesodielsia discostigma (Diels) Steenis
- Friesodielsia enghiana (Diels) Verdc. ex Le Thomas
- Friesodielsia excisa (Miq.) Steenis
- Friesodielsia filipes (Hook. f. & Thomson) Steenis
- Friesodielsia formosa I. M. Turner
- Friesodielsia fornicata (Roxb.) D. Das
- Friesodielsia glauca (Hook. f. & Thomson) Steenis
- Friesodielsia glaucifolia (Hutch. & Dalziel) Steenis
- Friesodielsia gracilipes (Benth.) Steenis
- Friesodielsia gracilis (Hook. f.) Steenis
- Friesodielsia grandifolia (Merr.) I. M. Turner
- Friesodielsia hainanensis Tsiang & P. T. Li
- Friesodielsia hirsuta (Benth.) Steenis
- Friesodielsia hirta (Miq.) Steenis
- Friesodielsia kingii (J. Sinclair) Steenis
- Friesodielsia korthalsiana (Miq.) Steenis
- Friesodielsia lagunensis (Elmer) Steenis
- Friesodielsia lanceolata (Merr.) Steenis
- Friesodielsia latifolia (Hook. f. &Thomson) Steenis
- Friesodielsia longiflora (Merr.) Steenis
- Friesodielsia maclellandii (Hook. f. &Thomson) D. Das
- Friesodielsia mindorensis (Merr.) Steenis
- Friesodielsia montana (Engl. & Diels) Steenis
- Friesodielsia obovata (Benth.) Verdc.
- Friesodielsia obtusifolia (Elmer) Steenis
- Friesodielsia oligophlebia (Merr.) Steenis
- Friesodielsia ovalifolia (Ridl.) I. M. Turner
- Friesodielsia paucinervis (Merr.) Steenis
- Friesodielsia philippinensis (Merr.) Steenis
- Friesodielsia platyphylla (Merr.) Steenis
- Friesodielsia pubescens (Merr.) Steenis
- Friesodielsia rosea (Sprague & Hutch.) Steenis
- Friesodielsia soyauxii (Sprague & Hutch.) Steenis
- Friesodielsia stenopetala (Hook. f. &Thomson) D. Das
- Friesodielsia unonaefolia (A. DC.) Steenis
- Friesodielsia velutina (Sprague & Hutch.) Steenis

Selon ITIS (24 juillet 2017) :
- Friesodielsia obovata (Benth.) Verdc.

Selon NCBI (24 juillet 2017) :
- Friesodielsia biglandulosa
- Friesodielsia cuneiformis
- Friesodielsia desmoides
- Friesodielsia enghiana
- Friesodielsia obovata
- Friesodielsia sahyadrica

Selon The Plant List (24 juillet 2017) :
- Friesodielsia acuminata (Merr.) Steenis
- Friesodielsia affinis (Hook.f. & Thomson) D.Das
- Friesodielsia alpina (J.Sinclair) Steenis
- Friesodielsia auriculata (Elmer) Steenis
- Friesodielsia bakeri (Merr.) Steenis
- Friesodielsia biglandulosa (Blume) Steenis
- Friesodielsia borneensis (Miq.) Steenis
- Friesodielsia caesia (Miq.) Steenis
- Friesodielsia calycina (King) Steenis
- Friesodielsia cuneiformis (Blume) Steenis
- Friesodielsia desmoides (Craib) Steenis
- Friesodielsia dielsiana (Engl.) Steenis
- Friesodielsia discolor (Craib) D.Das
- Friesodielsia enghiana (Diels) Verdc.
- Friesodielsia excisa (Miq.) Steenis
- Friesodielsia filipes (Hook.f. & Thomson) Steenis
- Friesodielsia formosa I.M.Turner
- Friesodielsia fornicata (Roxb.) D.Das
- Friesodielsia glauca (Hook.f. & Thomson) Steenis
- Friesodielsia glaucifolia (Hutch. & Dalziel) Steenis
- Friesodielsia gracilipes (Benth.) Steenis
- Friesodielsia gracilis (Hook.f.) Steenis
- Friesodielsia grandifolia (Merr.) I.M.Turner
- Friesodielsia hirsuta (Benth.) Steenis
- Friesodielsia hirta (Miq.) Steenis
- Friesodielsia khoshooi Vasudeva Rao & Chakrab.
- Friesodielsia kingii (J.Sinclair) Steenis
- Friesodielsia korthalsiana (Miq.) Steenis
- Friesodielsia lagunensis (Elmer) Steenis
- Friesodielsia lanceolata (Merr.) Steenis
- Friesodielsia latifolia (Hook.f. & Thomson) Steenis
- Friesodielsia longiflora (Merr.) Steenis
- Friesodielsia maclellandii (Hook.f. & Thomson) D.Das
- Friesodielsia mindorensis (Merr.) Steenis
- Friesodielsia montana (Engl. & Diels) Steenis
- Friesodielsia obovata (Benth.) Verdc.
- Friesodielsia obtusifolia (Elmer) Steenis
- Friesodielsia oligophlebia (Merr.) Steenis
- Friesodielsia ovalifolia (Ridl.) I.M.Turner
- Friesodielsia paucinervia (Merr.) Steenis
- Friesodielsia philippinensis (Merr.) Steenis
- Friesodielsia platyphylla (Merr.) Steenis
- Friesodielsia pubescens (Merr.) Steenis
- Friesodielsia rosea (Sprague & Hutch.) Steenis
- Friesodielsia stenopetala (Hook.f. & Thomson) D.Das
- Friesodielsia unonifolia (A.DC.) Steenis
- Friesodielsia velutina (Sprague & Hutch.) Steenis

Selon Tropicos (24 juillet 2017) (Attention liste brute contenant possiblement des synonymes) :
- Friesodielsia acuminata Steenis
- Friesodielsia affinis D. Das
- Friesodielsia albida Steenis
- Friesodielsia alpina Steenis
- Friesodielsia argentea Steenis
- Friesodielsia auriculata Steenis
- Friesodielsia bakeri Steenis
- Friesodielsia beccarii Steenis
- Friesodielsia biglandulosa (Blume) Steenis
- Friesodielsia borneensis Steenis
- Friesodielsia caesia Steenis
- Friesodielsia calycina Steenis
- Friesodielsia cuneiformis Steen
- Friesodielsia desmoides (Craib) Steenis
- Friesodielsia diadena Steenis
- Friesodielsia dielsiana Steenis
- Friesodielsia discolor D. Das
- Friesodielsia discostigma (Diels) Steenis
- Friesodielsia enghiana (Diels) Verdc. ex Le Thomas
- Friesodielsia excisa Steenis
- Friesodielsia filipes Steenis
- Friesodielsia fornicata D. Das
- Friesodielsia glauca Steenis
- Friesodielsia glaucifolia Steenis
- Friesodielsia gracilipes Steenis
- Friesodielsia gracilis Steenis
- Friesodielsia grandiflora Steenis
- Friesodielsia hainanensis Tsiang & P.T. Li
- Friesodielsia hirsuta Steenis
- Friesodielsia hirta Steenis
- Friesodielsia khoshooi Vasudeva Rao & Chakrab.
- Friesodielsia kingii Steenis
- Friesodielsia korthalsiana Steenis
- Friesodielsia lagunensis Steenis
- Friesodielsia lanceolata Steenis
- Friesodielsia latifolia Steenis
- Friesodielsia linderifolia Steenis
- Friesodielsia longiflora Steenis
- Friesodielsia longipedicellata
- Friesodielsia maclellandii D. Das
- Friesodielsia mindorensis Steenis
- Friesodielsia montana Steenis
- Friesodielsia multinervia Steenis
- Friesodielsia obanensis Steenis
- Friesodielsia obovata (Benth.) Verdc.
- Friesodielsia obtusifolia Steenis
- Friesodielsia oligophlebia Steenis
- Friesodielsia oxyphylla Steenis
- Friesodielsia paucinervia Steenis
- Friesodielsia philippinensis Steenis
- Friesodielsia platyphylla Steenis
- Friesodielsia pubescens Steenis
- Friesodielsia rosea Steenis
- Friesodielsia soyauxii
- Friesodielsia stenopetala D. Das
- Friesodielsia unonifolia (A. DC.) Steenis
- Friesodielsia velutina Steenis